# La Houssaye-Béranger
La Houssaye-Béranger è un comune francese di 542 abitanti situato nel dipartimento della Senna Marittima nella regione della Normandia.

## Società

### Evoluzione demografica
Abitanti censiti